# Kayak
Kayak ist eine niederländische Art-Rock-Band. Sie machte vor allem während der 1970er Jahre auf sich aufmerksam. Hits wie Starlight Dancer oder Ruthless Queen machten die Musikgruppe aus Hilversum international bekannt.

## Bandgeschichte
Kayak wurde 1968 in Hilversum von Ton Scherpenzeel und Schlagzeuger Pim Koopman gegründet, die dort ein Musik-Konservatorium besuchten. Nachdem Gitarrist Johan Slager, Bassist Cees van Leeuwen und Sänger Max Werner dazugekommen waren, konsolidierte sich die Band 1972 und sie begannen mit der Arbeit für ihr erstes Album. 1982 löste sich die Band nach neun Alben auf.
1999 kamen die Mitglieder anlässlich einer Fernsehshow zusammen. Danach formierte sich die Band neu. Bei der Reunion war auch Max Werner wieder dabei, der von 1972 bis 1981 Sänger bei Kayak war, aufgrund einer Solokarriere aber die Gruppe verlassen hatte.

## Stil

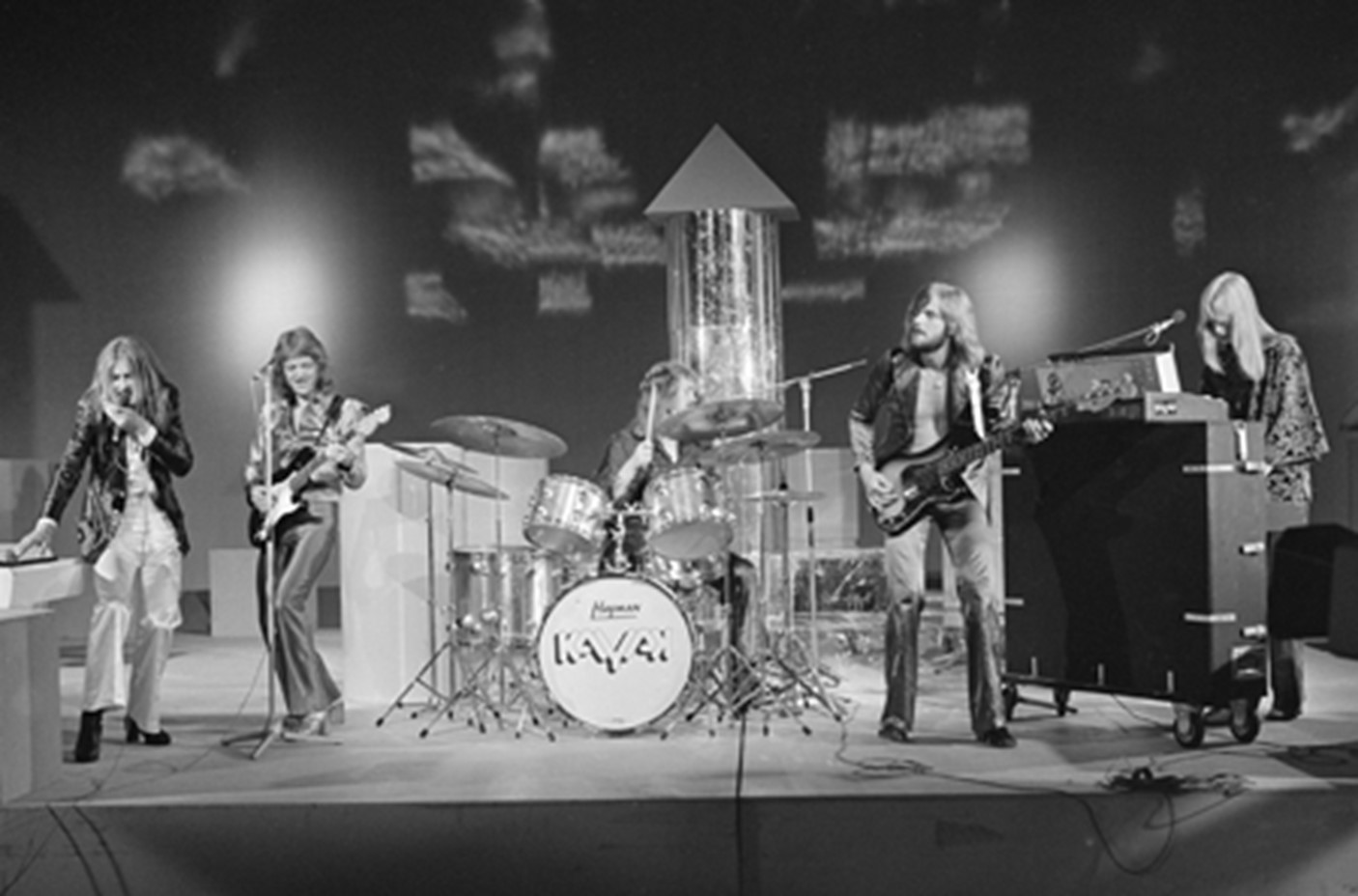
Kayak (1974)

Ihr Debütalbum See see the sun gilt als Beispiel für reinen progressiven Rock, ihre späteren Alben entwickelten sich dann in Richtung Pop orientierten Art-Rock. In Deutschland hatten sie mit Ruthless Queen Ende der 1970er einen Radio-Hit.
In den 2000er Jahren erschienen: KAYAKoustic (2007), Nostradamus – The Fate of Man (12. Juli 2005), Merlin – Bard of the Unseen (2003), Night Vision (2001), die Doppel-Live-CD Chance for a Live Time (2001) und Close to the Fire (2000). Zuvor hatten die Mitglieder um Ton Scherpenzeel, der zwischenzeitlich bei Camel gespielt und das Klassikprojekt Kajem initiiert hatte, seit 1981 (Merlin) kein Album mehr auf den Markt gebracht. Nostradamus – The Fate of Man ist gleichzeitig ein Soundtrack zur gleichnamigen Musicalproduktion. Diese wurde in den Jahren 2004 und 2005 in 32 niederländischen Städten mit großem Erfolg mit 13 Mitwirkenden aufgeführt.
Im Januar 2008 erschien das Studioalbum Coming up for air mit unterschiedlichen Leadsängern, die sich bereits bei dem unplugged-Projekt KAYAKoustic und der aufwändig inszenierten Nostradamus-Tour bewährt haben, unter anderem ist auch wieder der langjährige Sänger (und Nachfolger von Max Werner) Edward Reekers mit dabei. Kayak feierten mit der von Januar bis Oktober 2008 stattfindenden Coming up for air-Tour ihr 35-jähriges Bühnenjubiläum. Die daraufhin erschienene Compilation The Anniversary Box 1973-2008 enthält einen Querschnitt des musikalischen Schaffens sowie eine DVD mit dem Mitschnitt des Abschlusskonzerts der Tournee, aufgezeichnet im Paradiso in Amsterdam.
In unveränderter Besetzung veröffentlichte Kayak im September 2009 ihr Album Letters from Utopia, das aus 19 Titeln besteht, verteilt auf zwei CDs. Die entsprechende Tournee führte wieder durch zahlreiche niederländische Städte und fand im letzten Quartal 2009 statt.

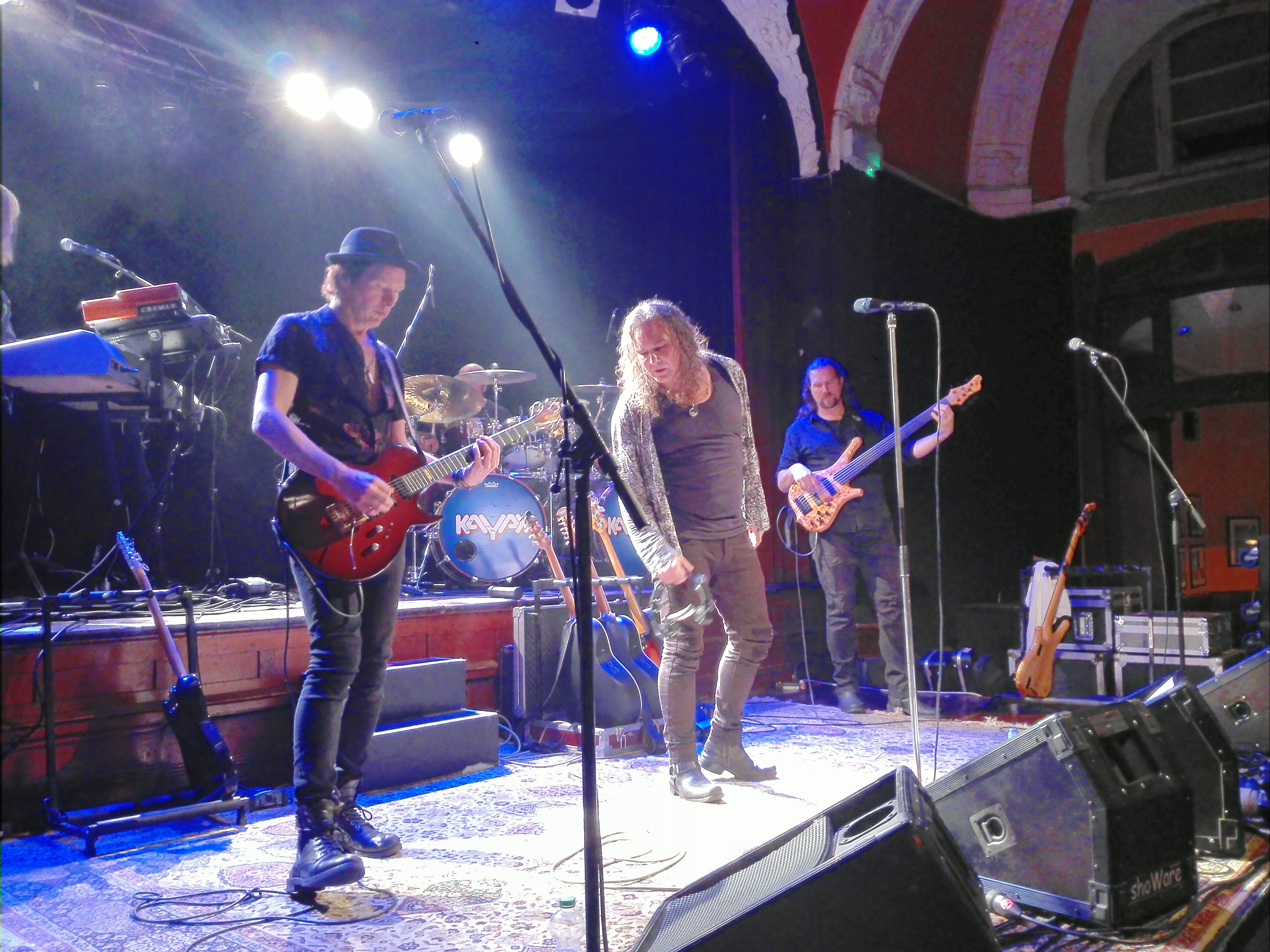
Kayak beim Auftritt in Dortmund am 7. November 2018.

Am 23. November 2009 verstarb Pim Koopman, der Schlagzeuger der Band, an einem plötzlichen Herztod. Alle noch bevorstehenden Termine der aktuellen Tournee wurden daraufhin abgesagt.
Pim Koopman wurde durch Hans Eijkjenaar am Schlagzeug ersetzt. Am 22. November 2010 fand ein Tribute Concert in Gedenken an den verstorbenen Drummer im Amsterdamer Paradiso statt. Als Gäste traten u. a. Sängerinnen und Sänger der Gruppen Time Bandits, Pussycat, Maywood und Diesel auf. Von diesem Konzert wurde 2011 eine DVD veröffentlicht (Kayak & Guests with a tribute to Pim Koopman).
2011 veröffentlichte die Band das Album Anywhere but here, im November 2014 dann das Konzeptalbum Cleopatra – The Crown of Isis als Doppel-CD. Finanziert wurde diese im Rahmen von Crowdfunding; die Kayak-Crowdfunders sind im Booklet der Doppel-CD aufgeführt.
Bereits zwei Jahre zuvor wurde der Titelsong des neuen Albums als Maxi-CD auf den Markt gebracht. Zusätzlich befindet sich hierauf eine knapp 10-minütige Version eines zuvor unveröffentlichten Songs aus dem Jahre 1971 wieder: Symmetry aus der Feder von Ton Scherpenzeel und Pim Koopmann.
Im Januar 2015 haben laut Homepage der Band Sänger Edward Reekers sowie Sängerin Cindy Oudshoorn erklärt, Kayak zu verlassen. Im Dezember 2014 spielten die beiden ihre letzten Konzerte im Rahmen der Cleopatra-Tour.

## Diskografie

### Alben
| Jahr | Titel                               | Höchstplatzierung, Gesamtwochen, AuszeichnungChartplatzierungen (Jahr, Titel, Platzierungen, Wochen, Auszeichnungen, Anmerkungen) | Höchstplatzierung, Gesamtwochen, AuszeichnungChartplatzierungen (Jahr, Titel, Platzierungen, Wochen, Auszeichnungen, Anmerkungen) | Anmerkungen |
| Jahr | Titel                               | CH | NL | Anmerkungen |
| ---- | ----------------------------------- | --- | --- | ----------- |
| 1978 | Starlight Dancer                    | — | NL15 (5 Wo.)NL |             |
| 1979 | Phantom of the Night                | — | NL1 Platin · (22 Wo.)NL |             |
| 1980 | Periscope Life                      | — | NL3 (15 Wo.)NL |             |
| 1981 | Merlin                              | — | NL12 (12 Wo.)NL |             |
| 2000 | Close to the Fire                   | — | NL54 (6 Wo.)NL |             |
| 2005 | Nostradamus – The Fate of Man       | — | NL87 (3 Wo.)NL |             |
| 2008 | Coming Up for Air                   | — | NL41 (10 Wo.)NL |             |
| 2009 | Letters from Utopia                 | — | NL67 (4 Wo.)NL |             |
| 2011 | Anywhere but Here                   | — | NL85 (1 Wo.)NL |             |
| 2014 | Cleopatra – The Crown of Isis       | — | NL59 (1 Wo.)NL |             |
| 2015 | The Golden Years of Dutch Pop Music | — | NL90 (2 Wo.)NL |             |
| 2017 | Journey Through Time                | — | NL54 (1 Wo.)NL |             |
| 2018 | Seventeen                           | — | NL6 (2 Wo.)NL |             |
| 2021 | Out of this World                   | CH79 (1 Wo.)CH | NL21 (1 Wo.)NL |             |

grau schraffiert: keine Chartdaten aus diesem Jahr verfügbar
Weitere Alben
- See See the Sun (1973)
- Kayak II (1974)
- Royal Bed Bouncer (1975)
- The Last Encore (1976)
- Eyewitness (1981)
- Night Vision (2001)
- Chance for a Livetime (live, 2001)
- Merlin – Bard of the Unseen (Live-DVD, 2003)
- Kayakoustic (live, 2007)
- The Anniversary Concert (live, 2008)
- The Anniversary Box (Live-Kompilation, 2008)
- Kayak & Guests with a Tribute to Pim Koopman (live, 2011)
- Live 2019 (2020)

### Singles
| Jahr | Titel Album                             | Höchstplatzierung, Gesamtwochen, AuszeichnungChartsChartplatzierungen (Jahr, Titel, Album, Platzierungen, Wochen, Auszeichnungen, Anmerkungen) | Anmerkungen |
| Jahr | Titel Album                             | NL | Anmerkungen |
| ---- | --------------------------------------- | --- | ----------- |
| 1973 | Lyrics See See the Sun                  | NL20 (5 Wo.)NL |             |
| 1973 | Mammoth See See the Sun                 | NL18 (4 Wo.)NL |             |
| 1974 | Wintertime Kayak                        | NL30 (5 Wo.)NL |             |
| 1975 | Chance for a Lifetime Royal Bed Bouncer | NL31 (4 Wo.)NL |             |
| 1977 | Starlight Dancer                        | NL17 (6 Wo.)NL |             |
| 1978 | Want You to Be Mine Starlight Dancer    | NL30 (3 Wo.)NL |             |
| 1979 | Ruthless Queen Phantom of the Night     | NL6 (10 Wo.)NL |             |
| 1980 | Anne Periscope Life                     | NL26 (4 Wo.)NL |             |
| 1981 | Seagull Merlin                          | NL33 (5 Wo.)NL |             |